# Liste der Kulturdenkmäler in Mammelzen
In der Liste der Kulturdenkmäler in Mammelzen sind alle Kulturdenkmäler der rheinland-pfälzischen Ortsgemeinde Mammelzen aufgelistet. Grundlage ist die Denkmalliste des Landes Rheinland-Pfalz (Stand 4. Mai 2023).

## Einzeldenkmäler
| Bezeichnung | Lage                          | Baujahr         | Beschreibung                                                                        | Bild |
| ----------- | ----------------------------- | --------------- | ----------------------------------------------------------------------------------- | ---- |
| Taufstein   | Über dem Berg, bei Nr. 3 Lage |                 | Rest eines vorbarocken Taufsteins                                                   | BW   |
| Hofanlage   | Über dem Berg 9 Lage          | 18. Jahrhundert | Hofanlage, 18. Jahrhundert; Fachwerk-Quereinhaus, teilweise massiv; Fachwerkscheune | BW   |